# ムィコラーイウ
- ミコライウ[1]

ムィコラーイウ（ウクライナ語:Миколаїв [mɪkoˈlɑjiu̯] ( 音声ファイル) ムィコラーイィウ）は、ウクライナの都市、ムィコラーイウ州の州庁所在地である。南ブーフ川とインフール川の合流地点、黒海から約80キロメートルの地点に位置している。2007年の人口は約50万7000人で、南ウクライナ有数の大都市となっている。

## 名称

### 表記
名称は、現在の国家語であるウクライナ語でМиколаїв [мɪkɔˈlɑjiw/ムィコラーイィウ]、ソ連時代の実質的な共通語であったロシア語でНиколаев [nʲɪkəˈlajəf/ニカラーイェフ]と呼ばれる。これは、男性の名前「ムィコライ/ニコライ」の物主形容詞に由来する名称で、「ムィコライ/ニコライの町」といった意味になる。
ウクライナ語名としてはムィコラーイウ、ムィコライウまたはミコライウの他、ミコライフと書かれることが多い。ラテン文字表記では、MykolajivやMykolayiv、Mykolajiw、Mykolayiw、より簡略な表記を好む場合にはMykolaivやMikolaivなどが用いられる。市のウェブサイトのURIにはmykolayivを採用している。
ロシア語名としてはニコラーエフまたはニコラエフ、ニコラーイェフまたはニコライェフ、まれにニコライエフなどとも書かれるが、「ニコライエフ」という表記は不正確である。ラテン文字表記では、NikolaevやNikolaew、Nikolayev、Nikolayew、Nikolajev、Nikolajewなどが用いられる。

### 由来

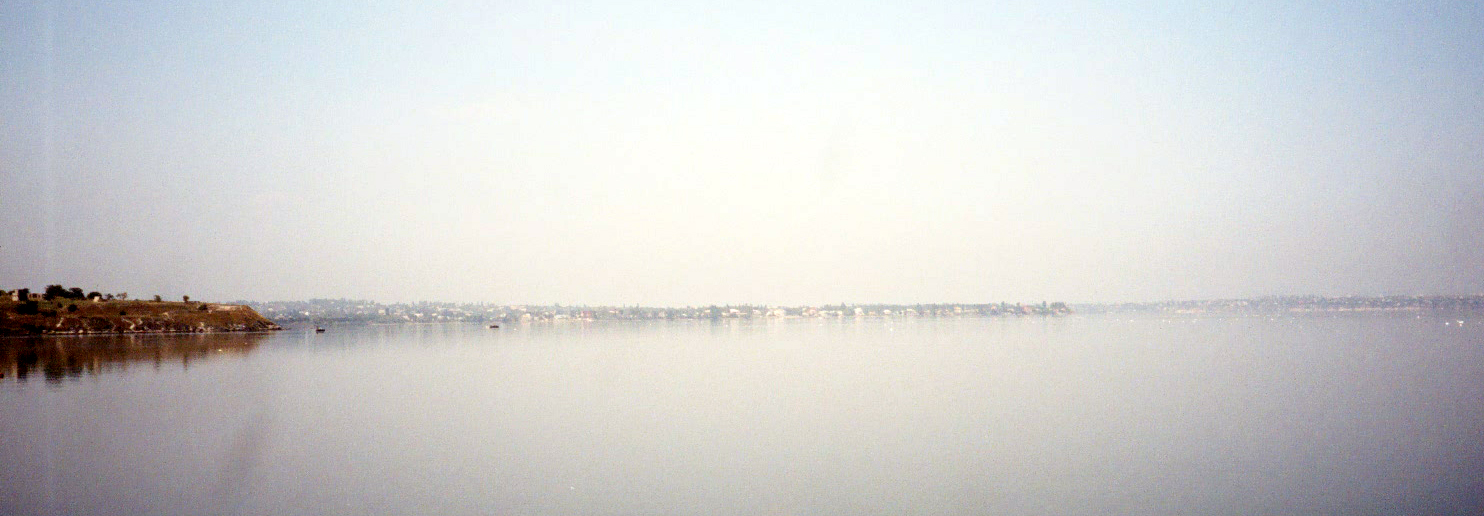
南ブーフ川とインフール川の合流地点、ムィコラーイウ遠景

ニコラーエフという名称は、グリゴリー・ポチョムキンが側近のミハイル・ファレーエフ大佐に送付した1789年4月27日付の第1065号命令書に見られる例が初出であるとされる。
都市名は、オチャーコフ攻囲戦 (1788年)においてロシア帝国の軍隊がオスマン帝国の軍隊に対して勝利を収めオチャーコフ要塞を占拠した日が1788年の聖ニコライ（ウクライナ語名：聖ムィコライ）の日であったことを記念したものである。キリスト教の聖人である聖ニコライは船乗りたちの庇護者であり、その後都市は造船業の盛んな港湾都市として発達した。
聖ニコライの名は、この都市で建造された最初の軍艦の名前にも採用された。現在市の紋章に描かれている46砲門フリゲート「聖ニコライ」がそれである。この軍船は1790年にニコラーエフに開かれた新しい造船所で進水した。これがニコラーエフにおける軍艦建造史の始まりとなり、この都市は造船業の「プロフェッショナル」として歩みだすこととなった。
1920年代、ニコラーエフ県議会では一時名称をヴェルノレーニンスク（Верноленинск）に改める決定をしたことがあった。しかし、新しい名前は政府によって承認されず、改名は実現しなかった。ところが、ドイツで発行された1927年と1932年版の百科事典では、ヴェルノレーニンスクという名称を地図に記載していた。

## 気候
| ムィコラーイウの気候           | ムィコラーイウの気候 | ムィコラーイウの気候 | ムィコラーイウの気候 | ムィコラーイウの気候 | ムィコラーイウの気候 | ムィコラーイウの気候 | ムィコラーイウの気候 | ムィコラーイウの気候 | ムィコラーイウの気候 | ムィコラーイウの気候 | ムィコラーイウの気候 | ムィコラーイウの気候 | ムィコラーイウの気候 |
| 月                             | 1月                  | 2月                  | 3月                  | 4月                  | 5月                  | 6月                  | 7月                  | 8月                  | 9月                  | 10月                 | 11月                 | 12月                 | 年                   |
| ------------------------------ | -------------------- | -------------------- | -------------------- | -------------------- | -------------------- | -------------------- | -------------------- | -------------------- | -------------------- | -------------------- | -------------------- | -------------------- | -------------------- |
| 平均最高気温 °C （°F）         | −1 (30)              | 0 (32)               | 5 (41)               | 14 (57)              | 21 (70)              | 25 (77)              | 27 (81)              | 26 (79)              | 20 (68)              | 14 (57)              | 8 (46)               | 2 (36)               | 14 (57)              |
| 日平均気温 °C （°F）           | −3.1 (26.4)          | −1.8 (28.8)          | 2.6 (36.7)           | 10.2 (50.4)          | 16.5 (61.7)          | 20.4 (68.7)          | 22.3 (72.1)          | 21.8 (71.2)          | 16.9 (62.4)          | 10.3 (50.5)          | 4.4 (39.9)           | −0.1 (31.8)          | 10.0 (50)            |
| 平均最低気温 °C （°F）         | −6 (21)              | −5 (23)              | 0 (32)               | 6 (43)               | 11 (52)              | 15 (59)              | 17 (63)              | 16 (61)              | 11 (52)              | 6 (43)               | 0 (32)               | −2 (28)              | 6 (43)               |
| 降水量 mm （inch）             | 35.7 (1.406)         | 35.4 (1.394)         | 29.0 (1.142)         | 32.3 (1.272)         | 43.5 (1.713)         | 54.2 (2.134)         | 56.2 (2.213)         | 41.0 (1.614)         | 39.5 (1.555)         | 21.5 (0.846)         | 36.4 (1.433)         | 42.6 (1.677)         | 467.3 (18.399)       |
| 平均降水日数 （≥1.0 mm）       | 6.4                  | 6.1                  | 5.5                  | 5.5                  | 6.5                  | 6.5                  | 5.1                  | 4.1                  | 4.3                  | 3.3                  | 5.9                  | 7.4                  | 66.6                 |
| 平均月間日照時間               | 68.2                 | 73.5                 | 120.9                | 180.0                | 263.5                | 288.0                | 306.9                | 294.5                | 231.0                | 167.4                | 69.0                 | 52.7                 | 2,115.6              |
| 出典1：Meteoprog.ua            |                      |                      |                      |                      |                      |                      |                      |                      |                      |                      |                      |                      |                      |
| 出典2：Hong Kong Observatory . |                      |                      |                      |                      |                      |                      |                      |                      |                      |                      |                      |                      |                      |

## 旗と紋章
ムィコラーイウ市の旗と紋章

現在の旗。中央に紋章が描かれている。
1883年に制定され、1997年に復活された現在の紋章。ミトラ(聖職者の冠)と主教杖に加え、船が描かれている。船は、ムィコラーイウで最初に建造されたフリゲート「聖ニコライ」であるとされる。
1789年に定められた紋章。船はまだ描かれておらず、中央に教会の儀式で用いる振り香炉が描かれている。
ソ連時代に制定された紋章。キリスト教の道具を取り除き、工業と進歩の象徴である歯車と帆船の図を描いている。左上に鎌と槌がの図案がある。赤と青はソ連時代のウクライナの国旗の色である。

## 行政区画

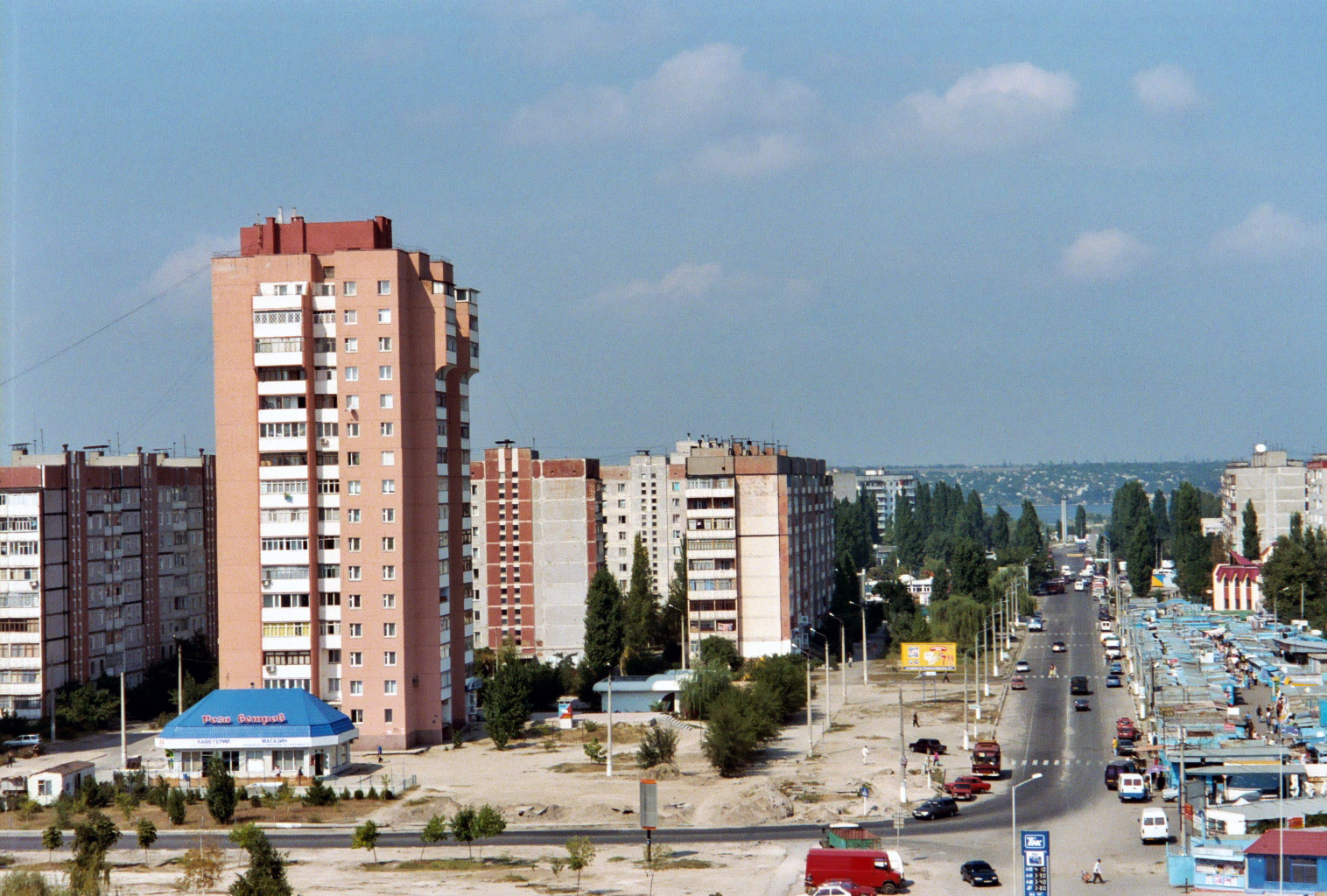
工場地区の様子

ムィコラーイウ市は、以下の4つの地区からなっている。各地区の下には、さらに複数の小区域が置かれている。
中央地区（Центральний）
市の北西部に位置する。
工場地区（Заводський）
市の西部に位置する。地区名の通り、数多くの企業が所在する。
レーニン地区（Ленінський）
市の東部に位置する。動物園や鉄道・バスのターミナル駅が所在する。
船地区（Корабельний）
市の南部に位置する。

## 人口

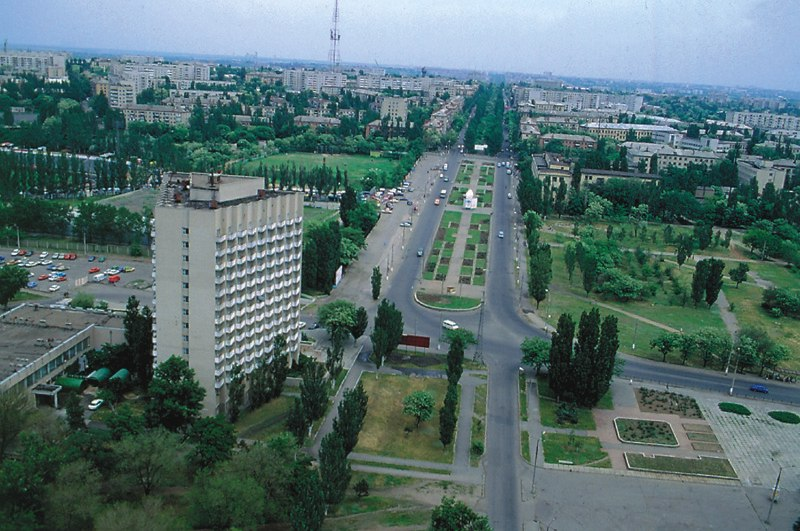
レーニン大通り

ムィコラーイウは多民族都市であった。19世紀最初の10年間にすでに住民の31%をドイツ人、ユダヤ人とギリシャ人が8%ずつ、ブルガリア人が7%を占めていた。ギリシャ人は都市の建設当初より居住しており、これにブルガリア人やモルドヴァ人、ポーランド人、チェコ人、ドイツ人、ヴォルガ・タタール人らが続いた。市議会議員や軍の総督、市の運営上層部も多くの民族の出身者が務めている。
現在、人口の75%をウクライナ人が占めている。　
| 1790年   | 1911年    | 1926年                     | 1989年    | 2001年    | 2007年    |
| -------- | --------- | -------------------------- | --------- | --------- | --------- |
| 70000 人 | 105000 人 | 104909 人 (47.89 % - 男性) | 524000 人 | 514000 人 | 507000 人 |

## 歴史

### 設置
ニコラーエフは、1789年にロシア帝国のポチョムキン＝タヴリーチェスキイ公によってイングール川（インフール川）と南ブーク川（南ブーフ川）の合流地点の半島に艦隊と造船のための都市として建設された。
ニコラーエフ半島への入植は、18世紀末の四半世紀の内に集中的に行われた。1790年の時点で、人口は早くも7万人を数えた。一方、この頃すでにロシア帝国は黒海北岸地方からトルコ勢力を駆逐し、黒海への出口を獲得していた。ニコラーエフは、正式な名称をもらうまではイングールの造船所（верфь на Ингуле）という実に控えめな名で呼ばれていた。町はイングール川がブーク湾に注ぐ河口に位置していた。1789年4月27日、造船所は「新しい造船所」という意味のノーヴァヤ・ヴェールフィ（Новая Верфь）という名称を与えられた。この日に出されたのが、ポチョムキン公がファレーエフに宛てた命令書「イングールでの造船所の設立」である。
数年後、ノーヴァヤ・ヴェールフィとその町は最終的な名称を得ることとなった。露土戦争中の1788年12月の聖ニコライの日、アレクサンドル・スヴォーロフ将軍に率いられたロシア軍は、オスマン帝国軍の守るオチャーコフ要塞を陥落させた（オチャーコフ攻囲戦）。これを記念し、ノーヴァヤ・ヴェールフィはニコラーエフという正式な名称を与えられた。聖ニコライはまた、ウクライナやロシアで最も愛される聖人のひとりであった。1790年には最初の教会となる聖ニコライ教会が立てられ、同年8月には最初の船となるフリゲート「聖ニコライ」が進水した。

### 発展

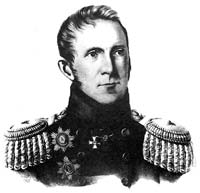
アレクセイ・グレイク

都市の歴史は、造船と艦隊の歴史に完全に従属していた。ほぼ100年にわたり、町には黒海艦隊の司令部が置かれていた。19世紀前半には、市長であったアレクセイ・グレイク海軍大将により町では最初の水道敷設の試みが実施された。同時に、都市の緑化のための歩道も整備された。
都市の建設は、格別計画的に実施された。すなわち、通りは直線によって構成され、町は正方形の形状を持つことになっていた。この計画は、タヴリーダ宮殿などの建設で知られるロシアの建築家イヴァン・スタローフによって、18世紀末に立案された。
1862年には商業港が開港し、ニコラーエフが巨大な通商港として発展する契機となった。商業港としての発展の事実は、1883年に制定され1997年に復活された市の紋章に表れている。セナートの紋章部門の責任者の代理執行者は、「軍事・通商都市としてのニコラーエフの紋章についての報告書」において「ニコラーエフ市は南ロシアで最も重要な港のひとつであるから、ミトラ（高位の聖職者が儀式で用いる冠）と主教杖とともに、私はこの町の紋章に船を描き加えようと思う」と指示した。
19世紀末にはすでにニコラーエフ港はサンクトペテルブルク港、オデッサ港に次ぐロシア帝国第3の商業港に成長していた。特に海外との貿易が盛んに行われたが、その主要品目はウクライナの黒土地帯で豊富に収穫される穀物であった。穀類の収穫量は、この地方が国内最大であった。こうして、ニコラーエフは南ウクライナの一大商業中心地へ発展していった。

### ソ連時代

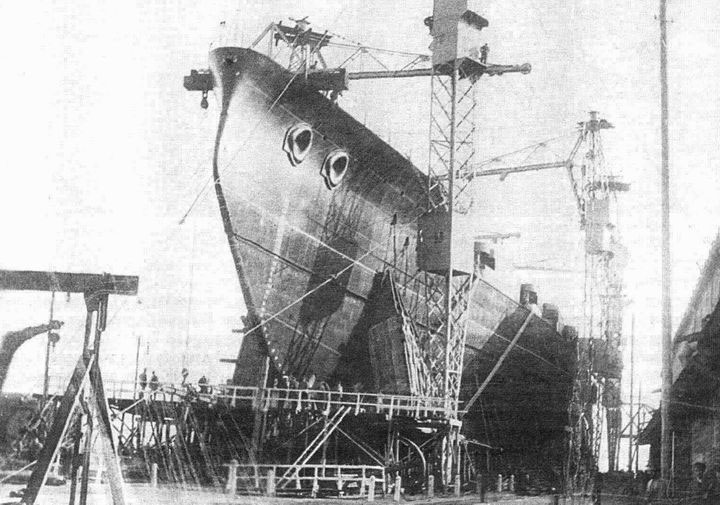
ルッスード(現在の61コムナール記念造船所)で建造される戦艦「皇帝ニコライ1世」

1917年にロシア革命が勃発すると、ニコラーエフも大きくその影響を受けることとなった。二月革命後、当初ペトログラートのロシア臨時政府の管理下に置かれたニコラーエフは、その後ロシア共和国とウクライナ人民共和国との協定によりウクライナ人民共和国へ併合された。十月革命後、侵攻した赤軍によってウクライナ人民共和国の影響力が取り除かれると、町にはボリシェヴィキによる支配が築かれた。しかし、1918年春にはドイツ帝国軍と連合したウクライナ人民共和国軍によって町は再び奪われ、4月末からはウクライナ国の版図に含められた。ドイツの連合国への降伏によりウクライナ国政権が倒れると、ニコラーエフは11月末に侵攻したイギリス・フランス連合軍により占領された。これは、ニコラーエフにとって初めての外国軍による占領であった。その後、軍事的に重要であったこの町を巡って、白軍と赤軍の間で激しい争奪が行われた。1920年、白軍勢力はすべて撃破され、最終的にソビエト権力が確立した。ボリシェヴィキによって、ニコラーエフは「ウクライナの赤いピーテル（ペトログラードの愛称）」（«Красный Питер Украины»）という称号を付けられた。
ニコラーエフは、ウクライナ・ソビエト社会主義共和国に組み込まれ、ソ連が成立するとその重要な工業都市として発展を続けた。1937年から、行政上の州都となった。
大祖国戦争（第二次世界大戦）の期間、ニコラーエフは3度にわたってドイツ軍の占領を受けた。しかしながら、レジスタンスの偵察工作部隊の活動によりこの時期1隻の軍艦もニコラーエフで完成されることはなかった。1944年3月26日には、黒海艦隊の第384独立海軍歩兵大隊自動小銃中隊の指揮官であったコンスタンチーン・オリシャーンスキイに率いられ、68名の義勇海兵隊が近隣のコヴァリョーフ村に夜間上陸、ニコラーエフを奪回した。これは国家から大いに賞賛され、参加者全員に「ソ連邦英雄」の名誉称号が与えられた。このように軍事作戦への参加者全員に「ソ連邦英雄」の称号が与えられた例は、大祖国戦争の中では他にない。しかし、その多くは作戦の中で戦死していた。

### ウクライナの独立
町は南ウクライナの短い間に小さな造船所から巨大な産業・商業・政治・文化の中心都市へと発展を果たした。1991年8月24日にウクライナがソ連から独立すると、ニコラーエフはウクライナの都市となった。名称は、ウクライナの公用語はウクライナ語のみと定められたことから、正式にムィコラーイウというウクライナ語名だけが公式名称と認められることになった。
2022年2月24日からのロシア軍侵攻に伴うウクライナ南部攻勢の一環として、2月26日から攻略を目指すロシア連邦軍の攻撃を受けている（ムィコラーイウの戦い）。

### ロシアによるウクライナ侵攻
2022年ロシアのウクライナ侵攻が開始。3月29日には、州庁舎が爆撃を受けて被害を出した。同年5月にはロシア軍が市東部地域まで進出したため、ウクライナ軍はアメリカから供与されたM777 155mm榴弾砲なども使用して反撃を試みた。

## 文化

### 宗教
ムィコラーイウでは、モスクワ派のウクライナ正教会、キエフ派のウクライナ正教会、ウクライナ独立正教会、カトリック教会、ルター派、長老派教会、バプテスト教会、ユダヤ教の教会がある。カトリックと正教の教会の設立はともに、都市のつくられた18世紀末に始まっている。ユダヤ教会の設立は19世紀半ばで、かつては多くのユダヤ人が居住していたが、その後アメリカ合衆国やイスラエルなどへの移住により減少している。

### 住民
ムィコラーイウには、海軍に関係する多くの著名人が居住し、活動したことが知られている。その中には、一時期市長を務めたアレクセイ・グレイクの他、ヴラジーミル・コルニーロフ、パーヴェル・ナヒーモフ、ミハイル・ラーザレフ、ファデイ・ベリンスガウゼン、グリゴーリイ・ブタコーフなどがいる。
アレクサンドル・スマルコフ、アレクサンドル・プーシキン、マクシム・ゴーリキー、ヴラジーミル・マヤコフスキー、ニコライ・リムスキー＝コルサコフ、ミハイル・シチェープキンらの文芸人も一時期ムィコラーイウに逗留した。レフ・トロツキーが最初の活動を行ったのもムィコラーイウであった。

### 教育・研究機関
大都市であるムィコラーイウには、多くの高等教育機関や研究機関が所在している。ムィコラーイウにおける高等教育の最高峰に位置するのがマカロフ元帥記念国立造船大学である。科学調査研究所「ムィコラーイウ天文台」は、1821年に設立された天文台である。

### 博物館
以下のような博物館や美術館がある。
- 州立郷土博物館（Обласний краєзнавчий музей）
- 大祖国戦争における地下パルチザン運動博物館（Музей підпільно-партизанського руху в роки Великої вітчизняної війни）
- ヴァスィーリ・ヴェレシュチャーヒン記念美術館（Художній музей імені Василя Верещагиіа） - 日露戦争で戦没した画家ヴァスィーリ・ヴェレシュチャーヒンを記念した美術館。
- 造船と艦隊博物館（Музей історії суднобудування і флоту） - 州立郷土博物館の分館。

### 建造物
以下のような記念建造物がある。
- 黒海艦隊司令部（Штаб командувача Чорноморським флотом） - 造船と艦隊博物館近くに所在。ピョートル・ネエーロフの設計。1793年建造。
- 聖ムィコライ大聖堂（Свято-миколаївський собор） - 1817年建造。
- 士官議会（Офіцерські збори） - 1824年建造。
- 黒海艦隊気象台（Обсерваторія Чорноморського флоту） - ムィコラーイウ天文台近くに所在。1827年建造。
- ヨット・クラブ（Яхт-клуб） - 1904年建造。

### 公園
以下のような公園がある。
- 戦勝公園
- 森林公園
- ムィコラーイウ動物園 - ヨーロッパで最良の動物園のひとつとして知られる1901年設立の動物園。面積は19.18ha。

### 劇場
以下のような劇場が所在する。
- ムィコラーイウ芸術ロシア・ドラマ劇場（Художній російський драматичний театр） - 切手にも描かれている有名な劇場。1881年に設立されて以来、マーリヤ・サーヴィナ、ヴェーラ・コミッサルジェーフスカヤ、フセヴォロド・メイエルホリド、フョードル・シャリャーピンらが舞台に立った。
- アカデミー・ウクライナ・ドラマ・音楽コメディー劇場（Академічний український театр драми і музичної комедії）
- 国立・州立人形劇場（Державний обласний театр ляльок）

### 映画館
以下のような映画館が所在する。
- 「青春」（«Юність»）
- 「ピオネール（パイオニア）」（«Піонер»）
- 「イースクラ（火花）」（«Іскра»）
- 「祖国」（«Батьківщина»）
- 「最良」（«Найкращий»）
- 「ムリティプレークス」（«Мультиплекс»）

### その他
- MFK「ムィコラーイウ」 - ムィコラーイウ中央市営スタジアムを根拠地とする市のサッカークラブ。ウクライナ・プレミアリーグに所属する。
- MBK「ムィコラーイウ」 - 市のバスケットボールクラブ。
- スクーバダイビングクラブ「サドコー」

## 産業

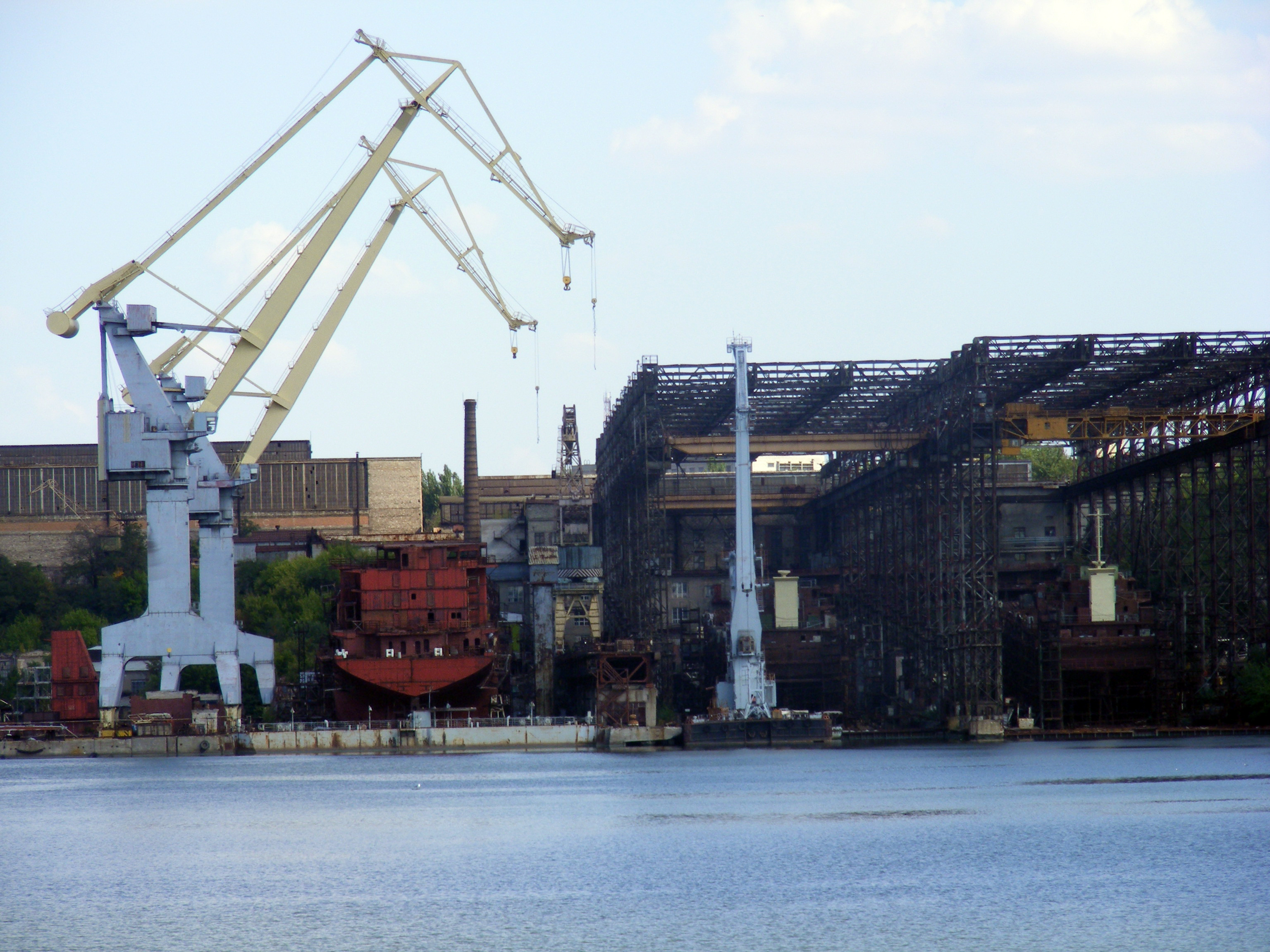
61コムナール記念造船工場の様子

ムィコラーイウには、造船業を中心に重工業が発展しており、多くの関連企業が存在している。特に、ウクライナ最大の造船企業でありヨーロッパ全体でも最大級のものに数えられる株式ホールディング会社「黒海造船工場」や1788年創業の国営企業「61コムナール記念造船工場」、株式公開会社「ダーメン・シップヤード・オケアーン」は世界的に知られる企業である。これらはともにロシア帝国・ソ連時代を通じて発展してきた企業で、数々の民間船舶や戦艦や航空母艦をはじめとする軍艦の建造実績がある。
また、艦船に関連する企業としては、ガスタービンエンジンの開発で知られる国営企業「ガスタービン製作科学製造複合ゾリャー＝マシュプロエークト」なども所在する。ゾリャー＝マシュプロエークトで製造されたガスタービンエンジンは、大小多くのソ連・ロシア・ウクライナ製艦船に搭載されている。
この他、ヨーロッパ最大の酸化アルミニウム企業であるムィコラーイウ・アルミナ工場、ムィコラーイウ航空機修理工場「NARP」、国営企業「ムィコラーイウ海上貨物港」をはじめとする複数の港湾運営企業や空港運営企業などが所在する。
軽工業も発展しており、衣料品や繊維関連、靴製造などに関する複数の大手企業が所在している。飲料メーカーでは、ビール製造企業の「ヤンターリ」、ウクライナ最大手のジュース製造企業である株式公開会社「サンドーラ」などが所在する。

## 交通
ムィコラーイウ市内には、他のウクライナの都市同様に路面電車（ムィコラーイウ市電）やトロリーバス、市内バス、マルシュルートカと呼ばれる民間の乗合タクシー、公営のタクシーが運行されている。南ブーフ川には、全長750メートルのヴァルヴァーリウカ橋が架けられている。
都市間交通としては、陸路では郊外バスや鉄道がある。鉄道駅は、複数のターミナル駅と車両基地が所在する。空路には、1944年に開港したムィコラーイウ国際空港とクリバーキノ飛行場がある。ムィコラーイウ国際空港は、南ウクライナにおいて最大の技術基地である。この他、河川を通行する船便も運航されている。バスや鉄道、航空路線には、国内便の他に国際便も運行・運航されている。

## 姉妹都市
- ガラツィ（ルーマニア） - 2003年10月24日
- プレヴェン（ブルガリア） - 2005年
- マルコ・タルノヴォ（ブルガリア） - 1997年
- ボルジョミ（ジョージア） - 2007年
- リヨン（フランス）
- サンクトペテルブルク（ロシア） - 2003年
- モスクワ（ロシア）
- ペトロザヴォーツク（ロシア） - 2002年3月24日
- ティラスポリ（モルドヴァ・沿ドニエストル共和国）
- トリエステ（イタリア）
- ブルサ（トルコ）
- 天津（中華人民共和国）
- フェオドーシヤ（ウクライナ）